# وودکریک (تگزاس)
وودکریک، تگزاس (به انگلیسی: Woodcreek, Texas) یک شهر در ایالات متحده آمریکا با جمعیت ۱٬۵۶۵ نفر است که در تگزاس واقع شده‌است.

## موقعیت جغرافیایی
موقعیت جغرافیایی شهرها و مناطق اطراف به شرح زیر است: